# Cyclophora argusaria
Cyclophora argusaria là một loài bướm đêm trong họ Geometridae.